# Stražica
Stražica (búlgaro:Стражица) é uma cidade da Bulgária, localizada no distrito de Veliko Tarnovo. A sua população era de 5,170 habitantes segundo o censo de 2010.

## População
| Stražica | Stražica | Stražica | Stražica | Stražica | Stražica | Stražica | Stražica | Stražica | Stražica | Stražica | Stražica | Stražica | Stražica | Stražica | Stražica | Stražica | Stražica | Stražica | Stražica |
| --- | -------- | -------- | -------- | -------- | -------- | -------- | -------- | -------- | -------- | -------- | -------- | -------- | -------- | -------- | -------- | -------- | -------- | -------- | -------- |
| Ano | 1887     | 1910     | 1934     | 1946     | 1956     | 1965     | 1975     | 1985     | 1992     | 2001     | 2002     | 2003     | 2004     | 2005     | 2006     | 2007     | 2008     | 2009     | 2010     |
| População |          |          |          | …        | …        | 4,097    | 5,029    | 5,392    | 5,554    | 5,278    | 5,279    | 5,352    | 5,348    | 5,276    | 5,269    | 5,217    | 5,197    | 5,176    | 5,170    |
| Fontes: Instituto Nacional de Estatísticas, „citypopulation.de“, „pop-stat.mashke.org“, Bulgarian Academy of Sciences |          |          |          |          |          |          |          |          |          |          |          |          |          |          |          |          |          |          |          |